# Elliot Graham
Elliot Graham é um editor de cinema e produtor cinematográfico norte-americano. Como reconhecimento, foi nomeado ao Oscar 2009 na categoria de Melhor Edição por Milk.